# Амиров, Гараш Ибрагим оглы
Гараш Ибрагим оглы Амиров (азерб. Qaraş İbrahim oğlu Əmirov; 26 сентября 1926, Татар, Зангеланский район — 22 марта 1973, Шемахинский район, Азербайджанская ССР) — советский азербайджанский нефтяник, буровой мастер треста «Ширванбурнефть» объединения «Азнефть» Совнархоза Азербайджанской ССР. Герой Социалистического Труда (1963).

## Биография
Родился 26 сентября 1926 года в селе Татар Джебраильского уезда Азербайджанской ССР (ныне Зангеланский район Азербайджана).
Начал трудовую деятельность помощником бурильщика на Биби-Эйбатской буровой конторе.
В 1945 году указом Министерства нефтяной промышленности Азербайджанской ССР началась разработка нефтяных месторождений в Ширване и Мугани и был основан трест «Ширваннефть». 
В 1957 году отправлен в Али-Байрамлинский район, где при его участии открыты такие крупные месторождения, как «Кюровдаг», «Мишовдаг», «Кюрсенги» и «Карабаглы». 
В 1967 году Амиров показал высокое мастерство добычи нефти в сложном и суровом климате Мугани. За 10 лет (с 1957 по 1967) его бригада показала рекордный результат, пробурив 44 скважины общей глубиной 113 350 метров. За эти 10 лет нефтедобыча в Ширване и Мугани заметно увеличилась и достигла трети добычи нефтяной промышленности Азербайджана.
Указом Президиума Верховного Совета СССР от 29 апреля 1963 года за выдающиеся успехи, достигнутые в деле открытия и разведки месторождений полезных ископаемых, Амирову Гарашу Ибрагим оглы присвоено звание Героя Социалистического Труда с вручением ордена Ленина и золотой медали «Серп и Молот».
С 1969 года — директор буровой конторы № 1 треста «Азнефтеразведка».
Член ЦК КП Азербайджана. Депутат Верховного Совета Азербайджанской ССР 6—7-го созывов. Делегат XXII и XXIII съездов КПСС.
Скончался 22 марта 1973 года в результате вертолётной аварии в Шемахинском районе при полёте на буровые вышки. Похоронен на 2-й Аллее почётного захоронения в Баку.

## Награды
- Медаль «За трудовое отличие» (15 мая 1951)
- Орден Ленина (29 апреля 1963)
- Мастер нефти Азербайджанской ССР (1971)

## Память
- Постановлением Президента Азербайджанской Республики от 19 апреля 2006 года на доме, в котором проживал нефтяник, была установлена памятная доска[8]
- В честь Амирова названа улица в пгт Алят Карадагского района Баку
- Именем Амирова названа средняя школа в селе Джахангирбейли Зангеланского района